# Mario Valota
Mario Valota (8. februar 1918 – 30. september 2000) var en schweizisk fægter som deltog i de olympiske lege 1952 i Helsingfors.
Valota vandt en bronzemedalje i fægtning under Sommer-OL 1952 i Helsingfors. Han var med på det schweiziske hold som kom på en tredjeplads i holdkonkurrencen i kårde efter Italien og Sverige. De andre på holdet var Otto Rüfenacht, Willy Fitting, Oswald Zappelli, Paul Barth og Paul Meister.